# ベネスターレ
ベネスターレ（イタリア語: Benestare）は、イタリア共和国カラブリア州レッジョ・カラブリア県にある、人口約2,500人の基礎自治体（コムーネ）。

## 地理

### 位置・広がり

#### 隣接コムーネ
隣接するコムーネは以下の通り。
- アルドーレ
- ボヴァリーノ
- カレーリ
- プラティ
- サン・ルーカ

## 行政

### 分離集落
ベネスターレには、以下の分離集落（フラツィオーネ）がある。
- Ammendolara, Ancone, Armerà, Belloro, Bosco, Bruca, Canale, Cullaro, Drafà, Esopo, Fego, Ientile, Martilli, Meta, Nasida, Pignataro, Piraino, Ricciolio, Rodia, Russellina, S.Giovanni, Scarparina, Varraro, Zopà.